# Јерофеј Хабаров
Јерофеј Павлович Хабаров зв. Свјатитски (рус.: Ерофей Павлович Хабаров) (околина Велики Устјуг 1603 − Иркутска област 1671), био је руски истраживач и авантуриста, најпознатији по истраживању области реке Амур и покушајима колонизације тог подручја у корист Русије. 
Руски град Хабаровск, као и мали град и железничка станица Јерофеј Павлович (смештен на Транссибирској железници у Амурској области) носе његово име.

## Одлазак у Сибир
У раном детињству, породица се сели у село Свјатица па му отуда надимак Свјатитски Једно време је радио за Строганове у њиховим соланама у Сољвичегодску , али се 1625 године, зајено са братом Никифором, запутио у Сибир у потрази за богатством.
Прво плови из Тоболск за руску сибирску колонију Мангазеју и у њој борави једно време, а 1628. године покреће експедицију и кануима превеслава реку Хету. 
1630.године Хабаров је кренуо обрнутим путем , враћајући се из Мангазеје у Тоболск , али овај пут копном. 1632—1641. стигао је до реке Лене основао пољопривредно насеље и направиоа солану на ушћу реке Куте (данас се ту налази град Уст-Кут ). Убрзо бива заточен у тамници у Јакутску, због сукоба са тадашњим гувернером, из које се избавља тек 1645. године. Али вријеме проведено иза решетака није било узалуд. Од других затвореника чуо је приче о амурским земљама и њиховом неисцрпном богатству.

## Прва експедиција (1649−1650)
У пролеће 1649. Хабаров се са одредом од 70 људи упутио према реци Лени и њеној притоци, реци Ољокми, а затим је , слиједећи ток њене притоке Тунгир, копном дошао до реке Шилке (једну од притока Амура). Досегнувши горњи Амур (Даурија) почетком 1650. године, пронашао је земљу готово напуштену. У Јакутск се вратио у мају 1650. године и поднио свој извештај у коме је упозорио на опасност од кинеске интервенције и предложио већу експедицију са професионалним војницима.

## Друга експедиција (1650−1653)
У јесен 1650. године, Хабаровљев одред је поразио многа даурска и дучерска племена и немеће локалним кнезовима руску власт. Крајем године узима Албазино и ту прави зимски камп. Јуна 1651. године, након што је добио појачање,, наставио је сплаварење ријеком Амур. У септембру 1651. године, експедиција је стигла до ушћа реке Сунгари у Амур. 29. септембра стигли су до Ачанска, близу данашњег Хабаровска, и одлучили да ту проведу зиму. 8. октобра 1651. напало их је око 1.000 ратника локалних племена. Међутим руски козаци су се одбранили и поразили нападаче. 
То је резултирало тиме да су се локална племоена обратила својим манџурским господарима и захтевала помоћ. 24. марта 1652. године снага од 2.000 Манџураца и Корејаца наоружаних артиљеријом напала је Ачанск. Хабаров их је,иако много малобројнији , некако успео да савлада. (манџуријски генерал, Хаисе, касније је погубљен због своје неспособности). Не знајући колико је још Кинеза било у том подручју, 22. априла је одлучио да се повуче са Амуру. У једном тренутку наишао је на још једну војску од 6.000 Кинеза, али успео је да им се исклизне под заштитом магле и таме. 
Током ове кампањи, Хабаров је саставио „Цртеж реке Амур“, што је била прва европска мапа Амурске регије, а такође је прикупио пуно информација о народима који живе у близини реке Амур. 

## Даља судбина
По окончању експедиције, бива оптужен од стране својих људи за слање лажних извештаја као и за свирепост како према својим козацима тако и према локалном становништу. Бива убрзо ухапшен, лишен чина и имовине и послан је на петнаестомесечно путовање у Москву на суђење. Због заслуга за царство, цар Алексеј га деломично рехабилитује, додјељује му мало племићко звање и шаље у Уст-Кут у Сибиру . Појављује се још у записима из 1667. године и даља његова судбина је непозната.

## Место смрти
Место смрти није сигурно познато. Према неким извештајима умро је 1671. у затвору у Брацку (данас Братск), а према другима - у Уст-Киренгу (данашњи Киренск).